# 法蒂·拉米·阿布巴卡尔
法蒂·拉米·阿布巴卡尔（Fati Lami Abubakar，1951年4月12日—），尼日利亚明纳人，尼日利亚女性人物。1998年6月至1999年5月，阿卜杜勒萨拉米·阿布巴卡尔任期内，担任尼日利亚第一夫人。在卸任第一夫人后，2013年至2016年出任尼日尔州首席法官。

## 早期生涯
1951年4月12日，法蒂·阿布巴卡尔出生于尼日利亚明纳，在伊洛林夸拉的伊丽莎白女王学校（Queen Elizabeth School）完成了高中教育。並於伊洛林读大学，然后去了索科托联邦政府学院和伊费大学。她完成了多个法律学位，从学士学位到博士学位。法蒂·阿布巴卡尔还在尼日利亚法学院完成额外的進修。她也是首位完成大学教育的尼日利亚第一夫人。

## 事业
法蒂毕业后从事法律职业，在尼日利亚担任监察员和高级律师。1985年，被任命为尼日尔州司法部的首席检察官。1989年，升任高等法院的法官。法蒂·阿布巴卡尔在1988年至1989年期间，还担任制宪会议成员；1989年至1992年，担任是银行欺诈委员会委员。1998年6月，随着丈夫阿布杜萨拉姆·阿布巴卡尔出任尼日利亚总统后，法蒂·阿布巴卡尔出任尼日利亚第一夫人，任至1999年5月结束。在担任第一夫人期间，法蒂·阿布巴卡尔于1999年推动建立了妇女权利促进和保护备选方案，该方案侧重于保护妇女人权。2013年3月，法蒂·阿布巴卡尔被任命为尼日尔州首席法官；2016年4月退休。

## 个人生活
阿布巴卡尔的丈夫是尼日利亚前总统阿布杜萨拉姆·阿布巴卡尔，两人育有六个孩子。